# Funiculaire Nishi-Shigi
Le funiculaire Nishi-Shigi (西信貴ケーブル, Nishi-Shigi kēburu), ou ligne funiculaire Nishi-Shigi (西信貴鋼索線, Nishi-Shigi kōsaku-sen), est un funiculaire situé sur les pentes du mont Shigi à Yao, dans la préfecture d'Osaka au Japon. Il est exploité par la compagnie Kintetsu et permet l'accès au temple Chōgosonshi-ji.

## Description
Le funiculaire se compose d'une voie unique avec évitement central.

## Histoire
Le funiculaire ouvre le 15 décembre 1930. Il ferme en 1944 en raison de la Seconde Guerre mondiale avant de rouvrir en 1957.

## Caractéristiques

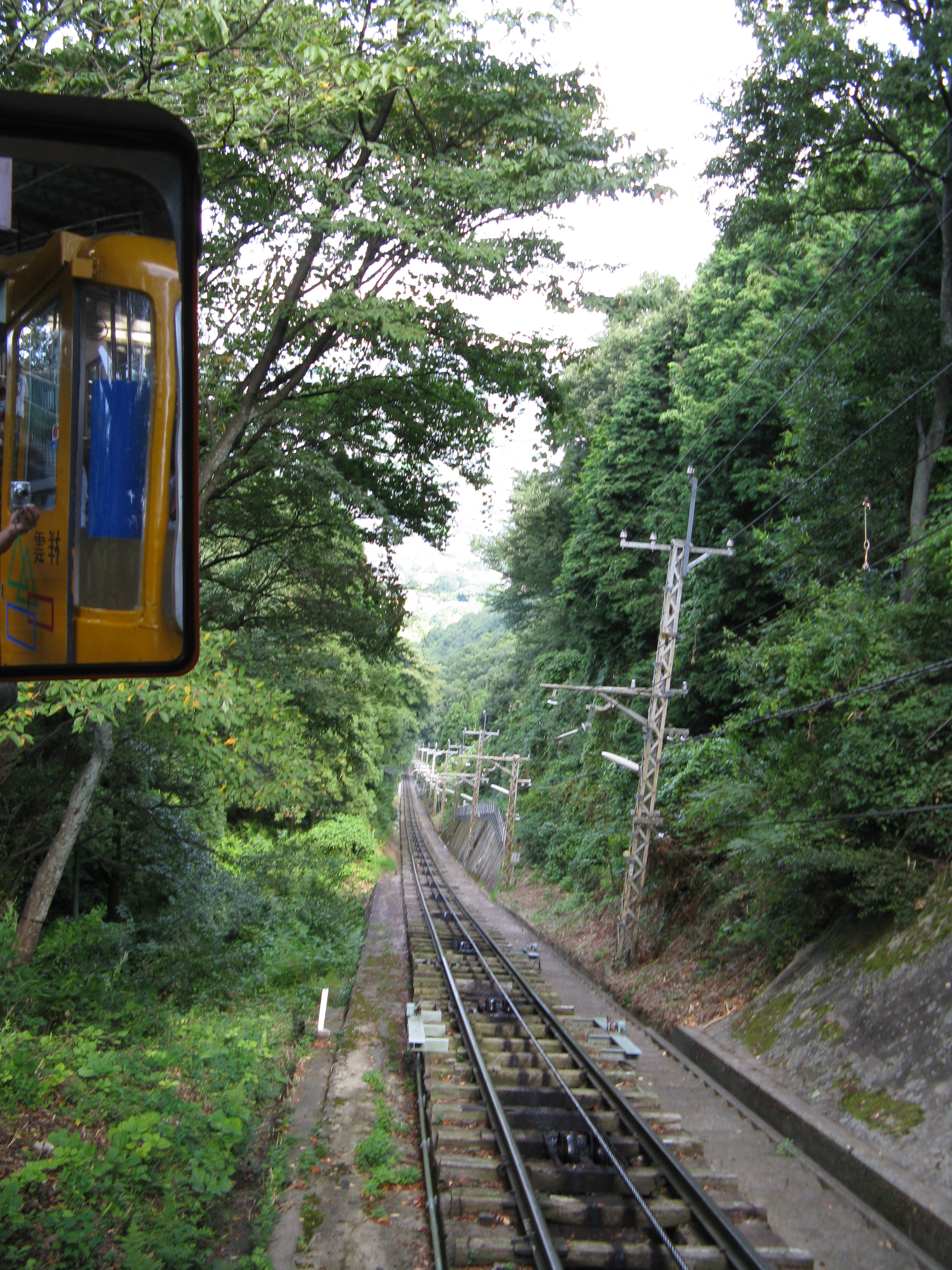
Vue de la ligne.

- Longueur : 1,3 km
- Dénivelé : 354 m
- Pente : 48 %
- Écartement rails : 1 067 mm
- Nombre de gares : 2

### Liste des gares
| Numéro | Gare          | Nom japonais | Distance (km) | Correspondance   | Localisation |
| ------ | ------------- | ------------ | ------------- | ---------------- | ------------ |
| Z14    | Shigisanguchi | 信貴山口     | 0             | Kintetsu : Shigi | Yao          |
| Z15    | Takayasuyama  | 高安山       | 1,3           |                  | Yao          |